# Hessische Bergstrasse
Hessische Bergstrasse är en liten en kvalitetsregion (Anbaugebiet) för vin på Odenwald i Tyskland. 

## Viner
I Hessische Bergstrasse finns många mindre vinodlare som framställer kvalitetsviner.